# Marsaglia
Marsaglia é uma comuna italiana da região do Piemonte, província de Cuneo, com cerca de 316 habitantes. Estende-se por uma área de 13 km², tendo uma densidade populacional de 24 hab/km². Faz fronteira com Castellino Tanaro, Clavesana, Igliano, Murazzano, Rocca Cigliè.

## Demografia
| Variação demográfica do município entre 1861 e 2011                               |
|                                                                                   |
| Fonte: Istituto Nazionale di Statistica (ISTAT) - Elaboração gráfica da Wikipedia |